# Paco Vázquez
Francisco Vázquez Duckitt, més conegut com a Paco Vázquez, (Eivissa, 7 de març de 1974) és un jugador de bàsquet balear, que ocupa la posició d'escorta.

## Carrera esportiva
Es va formar en equips eivissencs com al CP Portal Nou o el Club 30 de maig. Passà a formar part de les categories inferiors del Bàsquet Manresa, debutant al primer equip la temporada 1995-96. Jugaria una temporada cedit al Gijón Bàsquet en la LEB, abans de assentar-se en l'equip manresà, on va ser partícip d'una de les majors gestes de la història del club en guanyar la Lliga ACB a l'any 1998. Després va jugar al CB Màlaga, equip en el qual va guanyar una Copa Korac l'any 2001, i amb el que va arribar a la internacionalitat absoluta amb la selecció espanyola jugant l'Eurobasket de l'any 2001 en què va aconseguir la medalla de bronze. Més tard va jugar al Joventut de Badalona, on va coincicdir amb la consolidació de Ricky Rubio i Rudy Fernández, i on guanya l'Eurocopa FIBA de l'any 2006 i una lliga catalana. També va jugar al Bilbao Bàsquet, equip en què aconsegueix un meritori subcampionat d'ACB en l'any 2011, acabant la seva carrerel al Lleida basquetbol, de la Lliga LEB. Va jugar a l'ACB 515 partits.
La temporada 2016-17 va iniciar la seva carrera com a entrenador, fitxant pel Morabanc Andorra com a entrenador assistent de Joan Peñarroya.